# Asics
Асикс (アシックス Ashikkusu) је јапанска мултинационална компанија која се бави производњом обуће и спортске опреме дизајниране за широк спектар спортова, генерално у високом опсегу цена. Име Asics је скраћеница латинског израза anima sana in corpore sano што у преводу значи "у здравом телу здрав дух". У последњих неколико година често су њихове патике за трчање биле рангиране високо на светском тржишту.

## Историја
Компанија Асикс је основана 1. септембра 1949. године, првенствено под називом Оницука. Њен оснивач, Кихачиро Оницука, почео је производњу кошаркашких патика у свом родном граду Кобе, у Јапану. Спајањем компанија Оницука, ГТО и Јеленк 1977. године, настала је Асикс корпорација.
У фискалној 2006. години, Асикс генерише 171 милијарди јена у онлајн продају и 13 милијарди јена у онлајн приходе. Шездесет шест одсто прихода компаније долази од продаје патика, 24% из спорта и 10% од спортске опреме. Четрдесет девет посто од продаје су компаније у Јапану, 28% у Северној Америци, а 19% у Европи.
Дана 12. јула 2010. године, Асикс је купио Hiking equipment бренд марке Haglöfs, за 1.000.000.000 шведских круна ($128,7 милиона).
Дана 4. октобра 2011, најављено је да ће Асикс бити нови званични произвођач комплета за Australian Cricket Team, замењујући немачког произвођача Адидас.

## Име
Име Asics је скраћеница од латинског израза anima sana in corpore sano што значи "у здравом телу здрав дух", која проистиче из афоризма mens sana in corpore sano или Thales' говорећи Νοῦς ὑγιὴς ἐν σώματι ὑγιεῖ. Настао је као идеја да се млади васпитавају у здравом духу кроз спортске активности.

## Технологија
Асикс производи су направљени од материјала који у потпуности одговарају људској кожи, тј. не садрже јефтине материјале попут полиестера и ПВЦ-а. Скоро сви производи се праве од 100% или делимично рециклираног материјала за шта је Асикс добио престижан ИСО 14001 сертификат.
Асикс је развио технику производње патика за трчање у зависности од категорије у коју корисник спада на основу облика стопала, а све то у циљу што удобнијег бављења спортом професионално или рекреативно.

## Однос са Најком
Најки, првобитно познат као БРС, је био основан да продаје Onitsuka Tiger патике у Енглеској. Када је Фил Најт посетио Јапан 1963, пре него што је дипломирао на Универзитету Станфорд, био је импресиониран Onitsuka Tiger патикама са високим квалитетом, али и са повољним ценама. Он је одмах посетио канцеларију Onitsuka Tiger-а и тражио да њихов агент продаје у САД.

## Награде
Модел патике за трчање Асикс Гел-Нимбус 9 је награђен The International Editor’s Choice наградом за 2007. годину и проглашен патиком године од стране магазина Свет тркача (Runner’s World), најутицајнијег светског магазина када је трчање у питању. Овај модел је такође примио награду „Најбоље патике за трчање” 2008. године на светском нивоу захваљујући решењу ваздушног јастучета који се налази у ђону.

## Спонзорства
- Новак Ђоковић од 2018.

## Галерија
- Пар Асикс борилачких патика, модел Split Second V
- Пар Асикс Gel-Kayano 15 патика за трчање
- Пар Асикс Gel-Pulse 11 патика за трчање
- Асикс Gel-Cumulus 22 патика за трчање